# Mais Marano
Il Mais Marano è una cultivar di mais selezionata all'inizio del Novecento nella zona di Marano Vicentino dall'agronomo Antonio Fioretti.

Si distingue dalle altre cultivar per la limitata produttività, circa 40 quintali per ettaro, e il caratteristico sapore della polenta con essa prodotta.
Nella zona di Vicenza tale mais era soprannominato maraneo o maranelo (maranello) ricordando il luogo di origine.

## Storia
Verso il 1890 a Marano Vicentino l'agricoltore Antonio Fioretti eseguì l'incrocio del Nostrano locale (granoturco precoce, basso, a mediocre capacità produttiva, a spiga conica, corta, non molto colorita e con bassa resa in granella, insomma: un cinquantino da primo raccolto) con il Pignoletto d'oro proveniente da Rettorgole di Caldogno nella zona tipica di questa varietà, granoturco più alto, più tardivo, molto più colorito del precedente, anzi quasi rosso, vitreo. Incrociante (impollinante) il Nostrano.
Il prodotto dell'incrocio venne l'anno successivo seminato nel podere Fioretti e così si fece in tutte le seguenti annate, senza più procedere ad incroci. Siccome il prodotto dell'incrocio si era dimostrato subito di qualità indubbiamente molto superiore a quella del Nostrano, ma non aveva che di poco aumentata la produttività, piuttosto bassa, di ambedue i mais uniti nell'incrocio, il Fioretti iniziò fin dal primo anno, e scrupolosamente continuò poi tutti gli anni, una sistematica selezione di massa, allo scopo principale di fissare, possibilmente, i caratteri e la qualità del prodotto e di accrescerne la fertilità e la produttività. Il Fioretti riuscì così ad ottenere pressoché costante la proprietà di produrre almeno due spighe complete per ogni pianta, mentre nel vecchio Nostrano locale, base dell'incrocio col Pignoletto, le piante con due spighe rappresentavano una minima percentuale; ora non sono infrequenti le piante con tre - quattro spighe.

## Caratteristiche
Le spighe, di forma molto cilindrica, hanno ranghi a spirale regolare e un colore rosso tendente all'arancione; generalmente non sono più lunghe di 20 centimetri, mentre il tutolo si presenta completamente bianco. La cariosside presenta frattura vitrea. Presenta un intervallo tra l'emergenza e la fioritura maschile di 51 giorni, con quella femminile di 56 giorni. La pianta presenta un'altezza attorno ai 167 cm, con l'inserzione della spiga a 86 cm; sopra la spiga presenta mediamente 6 foglie. La resa alla macinazione è del 65 %. Il peso ettolitrico è di 84,5 kg, mentre il peso di 1000 semi è di 180,1 g.

Viene attualmente coltivato nella zona di Marano Vicentino e nei comuni limitrofi. È una varietà locale non ibrida, e affianca altre varietà sempre locali di mais proprie del Veneto (Rosso Garbuio, Cinquantino, Pignoletto d'oro, Polenta Imbriaga, Biancoperla, Righetta del Piave, ecc.).
L'ente per il recupero e la preservazione di questa varietà di mais è il "Consorzio di tutela del Mais Marano".

## Valori nutritivi
- Valori nutritivi della granella di mais Marano espressi per sostanza secca
- Proteine: 19,69%
- Amido: 61,58%
- Grassi: 5,76%
- Ceneri: 1,93%

## Riconoscimenti
Il mais di Marano è stato riconosciuto dal Ministero delle politiche agricole come prodotto agroalimentare tradizionale.